# Zagórszczyzna
Zagórszczyzna (ukr. Загурщина) – wieś na Ukrainie w rejonie styjskim (do 2020 roku w rejonie żydaczowskim) obwodu lwowskiego.